# Hemgölen (Tidersrums socken, Östergötland)
Hemgölen är en sjö i Kinda kommun i Östergötland och ingår i Motala ströms huvudavrinningsområde.